# Herrnhuterstreit in Graubünden
Der Herrnhuterstreit in Graubünden bezeichnet die grösste religiöse Auseinandersetzung in der evangelisch-reformierten Bündnerkirche seit ihrem Bestehen. Diese erfolgte in der zweiten Hälfte des 18. Jahrhunderts im Freistaat der Drei Bünde und verlief zwischen den Pietisten herrnhutischer Prägung einerseits und den reformierten Orthodoxen andererseits. 

## Beginn
Eine erste polemische Flugschrift erschien 1759 in Chur. Sie war eine ins Deutsche übersetzte Abschrift einer Warnung des Amsterdamer Kirchenrates vor den Umtrieben der Pietisten, namentlich der Anhänger des Grafen Zinzendorf. Diesen wurde Verstoss gegen die kirchliche Einheit und eine der Bibel nicht adäquate Sprache vorgeworfen.

## Verlauf

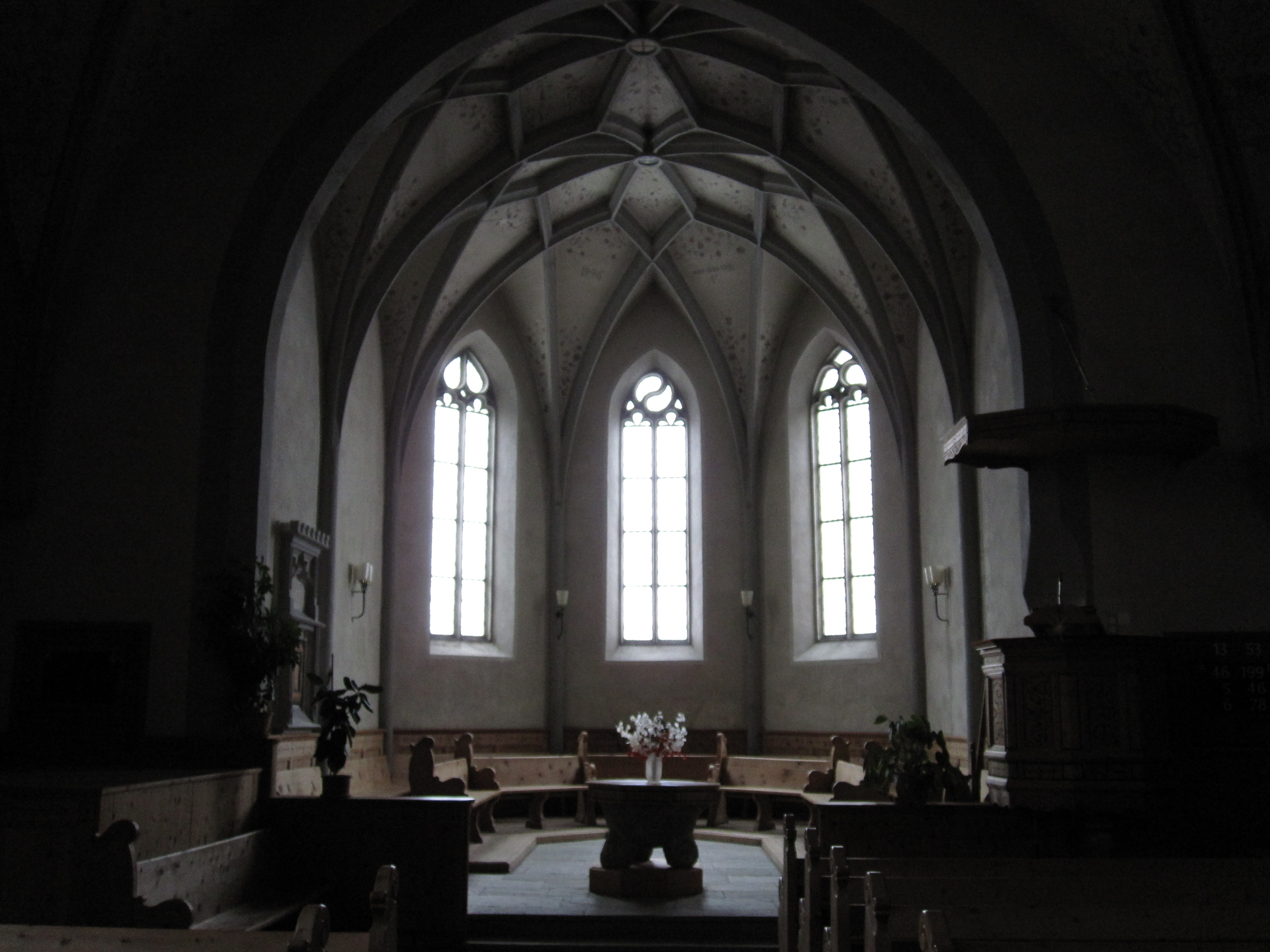
Chorraum der Kirche in Sent; dort entbrannte bei der Synode 1778 der Streit, ob im Chorgestühl das pietistisch gesinnte Dekanat oder die Führer der Orthodoxen sitzen dürften

Die Auseinandersetzungen wurden besonders intensiv als Parteikämpfe auf den Jahrestagungen der Bündner Synode ausgetragen. Auf orthodoxer Seite tat sich durch besondere Schärfe und Kompromisslosigkeit Jakob Pernisch hervor, der Pfarrer in Samedan im Oberengadin und Vize-Dekan des Gotteshausbundes war. Anlässlich einer Grabrede am 5. März 1773 für einen als Jüngling verstorbenen Peter Planta hatte er u. a. ausgerufen: «Gott möge verleihen, dass von den Kanzeln verschwinde der absurde Heiland der Pietisten ...»
Auf Seiten der Pietisten verfasste der in Grüsch tätige und später dort als Herrnhuter entlassene Pfarrer Christian Ziegerer eine Streitschrift für die 1768 in Safien stattfindende Synode. Darin spricht er von einer «sogenannte(n) Christenheit», die «in Lehr und Leben so gar verderbt» sei.
1775 wurde seitens der staatlichen Behörden ein Religionsgespräch in Chur einberufen. Dieses endete mit einem auch von der Evangelischen Session des Bündner Bundestages und der Mehrheit der protestantischen Gemeinden genehmigten Gutachten, dem «Parere» ("Weisung"), welches den einzelnen Pfarrern die Lektüre herrnhutischer Bücher und den Umgang mit herrnhutisch gesinnten Amtskollegen freistellt, zugleich die Weitergabe an Gemeindeglieder untersagt und zur kirchlichen Einheit aufruft.
Orthodoxerseits wurde der Kompromiss in der Folgezeit nicht akzeptiert. Es folgten schwere Zerwürfnisse auf den Synoden 1775 in Chur und 1778 in Sent im Unterengadin, wo sich jeweils zeitweise die orthodoxe Partei separierte und selbständig tagte. In Sent wurde der pietistischen Mehrheitspartei zudem an einem Sitzungstag der Zutritt zur Dorfkirche durch mit Mistgabeln bewaffnete Bauern verwehrt.

## Ende
Kurzzeitig obsiegten die Orthodoxen, als 1778 das «Parere» aufgehoben und ein Kandidatengelübde obligatorisch wurde, in dem ausdrücklich auch der «herrnhutischen (Sekte)» abgeschworen wurde.
1785 jedoch wurde das Gelübde der Pfarramtskandidaten in Graubünden bereits wieder revidiert. Es lautete nun in verallgemeinernder Form: sie haben zu «geloben, dass sie keiner fremden Sekte, sie mag Namen haben, wie sie will, zugetan noch verpflichtet sein wollen, insofern sie anders lehre, als was der Bibel und der helvetischen Konfession gemäss sei». Da die Herrnhuter mittlerweile im Bündner Volk verankert waren, empfanden sie sich selbst nicht als «fremde Sekte», so dass beide Parteien mit der allseits gesichtswahrenden Formulierung leben konnten.

## Varia
Kuriosum ist, dass Jakob Pernisch mit seinem Nachbarkollegen Gian Battista Frizzoni in Celerina/Schlarigna, der der Herrnhuter Fraktion angehörte, nach harten Auseinandersetzungen am Lebensende doch einen guten persönlichen Kontakt pflegte und dessen pietistisch inspiriertem Gesangbuch attestierte, «nicht irgendeinen Artikel gefunden zu haben, welcher nicht übereinstimmen würde mit der göttlichen Offenbarung, enthalten in der Heiligen Schrift».